# العقله
العقله یک منطقهٔ مسکونی در قطر است که در شهرداری الضعاین واقع شده‌است. العقله ۴٫۳ کیلومتر مربع مساحت دارد ۱۱ متر بالاتر از سطح دریا واقع شده‌است.